# Ilocos Sur
Ilocos Sur is een provincie van de Filipijnen. Het maakt deel uit van Ilocos Region (Region I) en ligt in het noordwesten van Luzon. De hoofdstad van de provincie is Vigan. Bij de census van 2015 telde de provincie bijna 690 duizend inwoners.
Het historisch centrum van Vigan staat staat sinds 1999 op de lijst van werelderfgoed geplaatst van de UNESCO.

## Geografie

### Topografie
Ilocos Sur ligt aan de noordwestkust van Luzon tussen 16°40' en 17°54' noorderbreedte en 120°20' en 120°56' oosterlengte. De provincie wordt begrensd door de provincies Ilocos Norte in het noorden, Abra in het noordoosten, Mountain Province in het oosten, Benguet in het zuidoosten en La Union in het zuiden. De hoofdstad Vigan City ligt op 408 kilometer rijden van Manilla, 128 van San Fernando City en 80 kilometer van Laoag.
Het landoppervlakte van de provincie bedraagt 2579,6 km². De gemeenten Quirino en Cervantes zijn het grootst en Santa Catalina en San Vicente het kleinst.

### Bestuurlijke indeling
Ilocos Sur is onderverdeeld in 2 steden en 32 gemeenten.

#### Steden
- Candon
- Vigan

#### Gemeenten
| - Alilem - Banayoyo - Bantay - Burgos - Cabugao - Caoayan - Cervantes - Galimuyod - Gregorio del Pilar - Lidlidda - Magsingal | - Nagbukel - Narvacan - Quirino - Salcedo - San Emilio - San Esteban - San Ildefonso - San Juan - San Vicente - Santa - Santa Catalina | - Santa Cruz - Santa Lucia - Santa Maria - Santiago - Santo Domingo - Sigay - Sinait - Sugpon - Suyo - Tagudin |

## Klimaat

### Neerslag
De gemiddelde neerslag in Ilocos Sur is 255,2 cm, met een maandelijks gemiddelde van 21,3 cm. Gemiddeld valt in de maand augustus de meeste neerslag (71,0 cm).
In de laaggelegen gedeelten van de provincie en dan met name in de gemeenten Caoayan, Santa, Narvacan, Santa Maria and Santa Cruz komen nogal eens overstromingen voor. Deze veroorzaken meestal weinig schade.

### Temperatuur
De gemiddelde temperatuur in de provincie is 27°C. April en mei zijn met gemiddeld 28,3°C en 28,7°C graden gemiddeld het warmste. De koudste maand is de maand januari met 25,4°C.

### Wind
Ilocos Sur ligt in het gebied waar jaarlijks de tyfoons overheen trekken. De provincie wordt zo nu en dan getroffen door een dergelijke tyfoon.

## Demografie
Ilocos Sur had bij de census van 2015 een inwoneraantal van 689.668 mensen. Dit waren 31.081 mensen (4,7%) meer dan bij de vorige census van 2010. Ten opzichte van de census van 2000 was het aantal inwoners gegroeid met 95.462 mensen (16,1%). De gemiddelde jaarlijkse groei in die periode kwam daarmee uit op 0,88%, hetgeen lager was dan het landelijk jaarlijks gemiddelde over deze periode (1,72%).

De bevolkingsdichtheid van Ilocos Sur was ten tijde van de laatste census, met 689.668 inwoners op 2596 km², 265,7 mensen per km².

## Bestuur en politiek
De belangrijkste bestuurder van een provincie in de Filipijnen is de gouverneur. De gouverneur wordt elke drie jaar gekozen en is het hoofd van het provinciale bestuur en de uitvoerende organen. De huidige gouverneur van de provincie Ilocos Sur is Deogracias Savellano. Hij werd bij de verkiezingen van 2007 voor drie jaar gekozen. De vicegouverneur, momenteel Jeremias C. Singson, is voorzitter van de provinciale raad. Deze provinciale raad is samengesteld uit tien leden, waarbij uit beide provinciale districten vijf afgevaardigden gekozen worden.

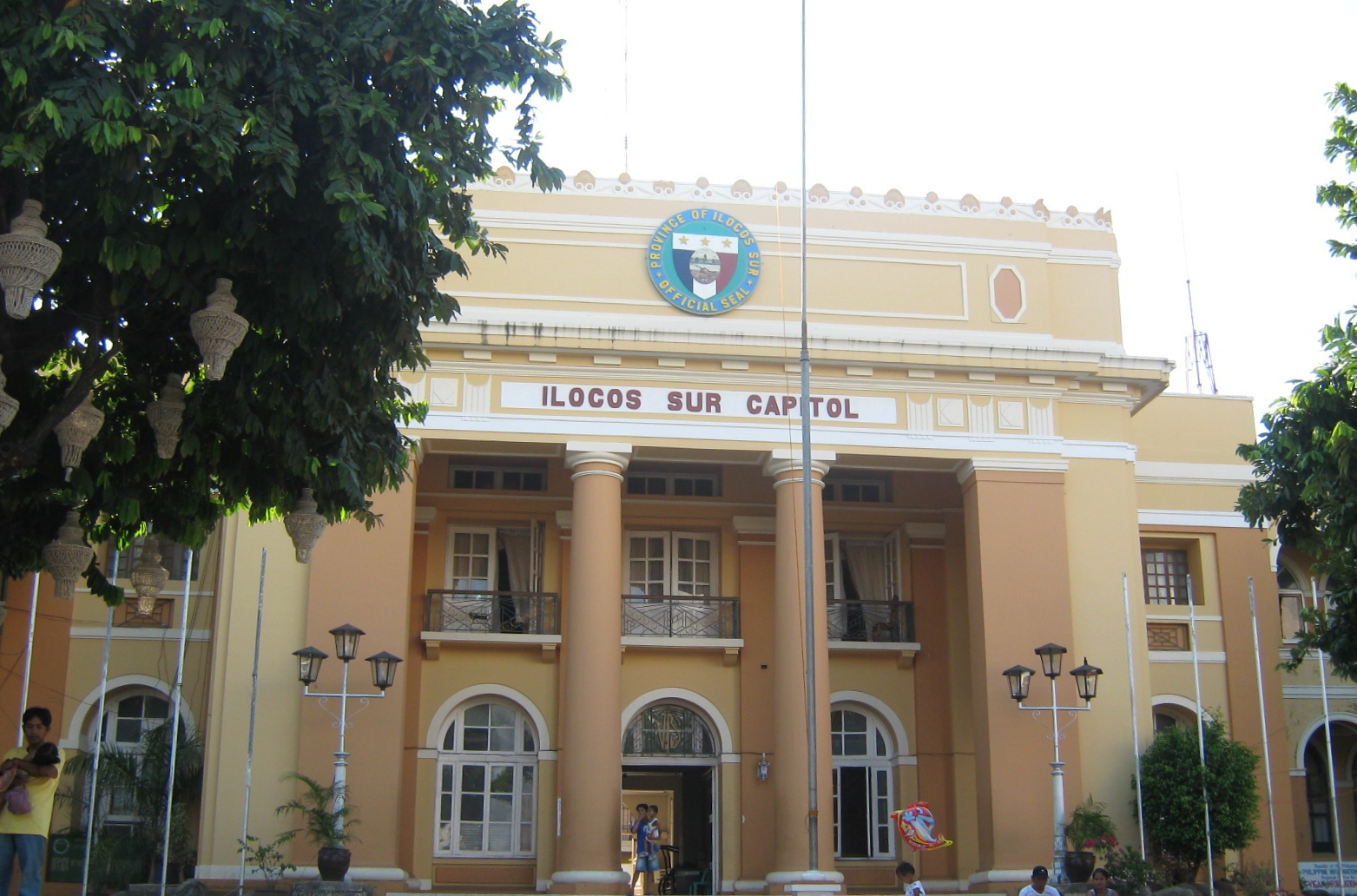
Het provinciehuis van Ilocos Sur

Lijst van gouverneurs van Ilocos Sur sinds 1970
| - Mena Crisologo (1901-1906) - Felix Angco (1906-1908) - Estanislao Reyes (1908-1909) - Manuel Singson (1910-1912) - Juan Villamor (1912-1916) - Jose Villanueva sr. (1916-1919) - Simeon Reyes (1919-1925) - Alberto Reyes (1925-1928) - Alejandro Quirolgico (1928-1931 - Lupo Biteng (1931-1932) - Alejandro Quirolgico (1933-1936) | - Pedro Singson Reyes (1937-1941) - Pascual Pimentel (1943-1945) - Sixto Brillantes sr. (1945-1946) - Perfecto Faypon (1946-1952) - Eliseo Quirino (1952-1955) - Pedro Singson Reyes (1956-1959) - Godofredo S. Reyes (1960-1963) - Carmeling P. Crisologo (1964-1971) - Luis Singson (1972-1986) - Jose G. Burgos jr. (1986-1987) - Antonio Abaya (1987-1987) | - Anita Lorenzana (1987-1988) - Evaristo Singson (1988-1988) - Mariano Tajon (1989-1992) - Luis Singson (1992-2000) - Deogracias Savellano (2001 - 2004) - Luis Singson (2004-2007) - Deogracias Savellano (2007-2010) - Luis Singson (2010-2013) - Ryan Luis Singson (2013-2016) |

## Economie
Uit cijfers van het National Statistical Coordination Board (NSCB) uit het jaar 2003 blijkt dat 28,4% (12.824 mensen) onder de armoedegrens leefde. In het jaar 2000 was dit 35,2%. Ilocos Sur was daarmee iets minder arm dan het landelijk gemiddelde van 28,7% en stond 63e op de lijst van provincies met de meeste mensen onder de armoedegrens. Van alle 79 provincies, ten tijde van het onderzoek, stond Ilocos Sur 49e op de lijst van provincies met de ergste armoede.

## Geboren in Ilocos Sur
- Esteban Villanueva (Vigan, 1 september 1798), kunstschilder (overleden 1878);
- José Burgos, (Vigan, 9 februari 1837), Filipijns priester en martelaar (overleden 1872)
- Leona Florentino (Vigan, 19 april 1849), Filipijnse dichter (overleden 1884);
- Isabelo de los Reyes (Vigan, 7 juli 1864), schrijver, vakbondsleider en politicus (overleden 1938);
- Elpidio Quirino (Vigan, 16 november 1890), 6e president van de Filipijnen (overleden 1956);
- Leon Pichay (Vigan, 27 juni 1902), schrijver en dichter (overleden 1970);
- Luis Singson (Vigan, 21 juni 1941), gouverneur Ilocos Sur.